# Käthe Herrmann-Bernhofer
Käthe Herrmann-Bernhofer, auch Käthe Bernhofer, (* 1918; † 1997) war eine österreichische Malerin.
Die akademische Malerin lebte und arbeitete in Engelhartszell, war Mitglied der Innviertler Künstlergilde und gehörte gemeinsam mit Alfred Kubin, Max Hirschenauer, Margret Bilger, Ernst Degn, Alois Dorn, Herbert Fladerer, Johanna Dorn-Fladerer und Josef Diethör dem Schärdinger Künstlerkreis an.

## Werke

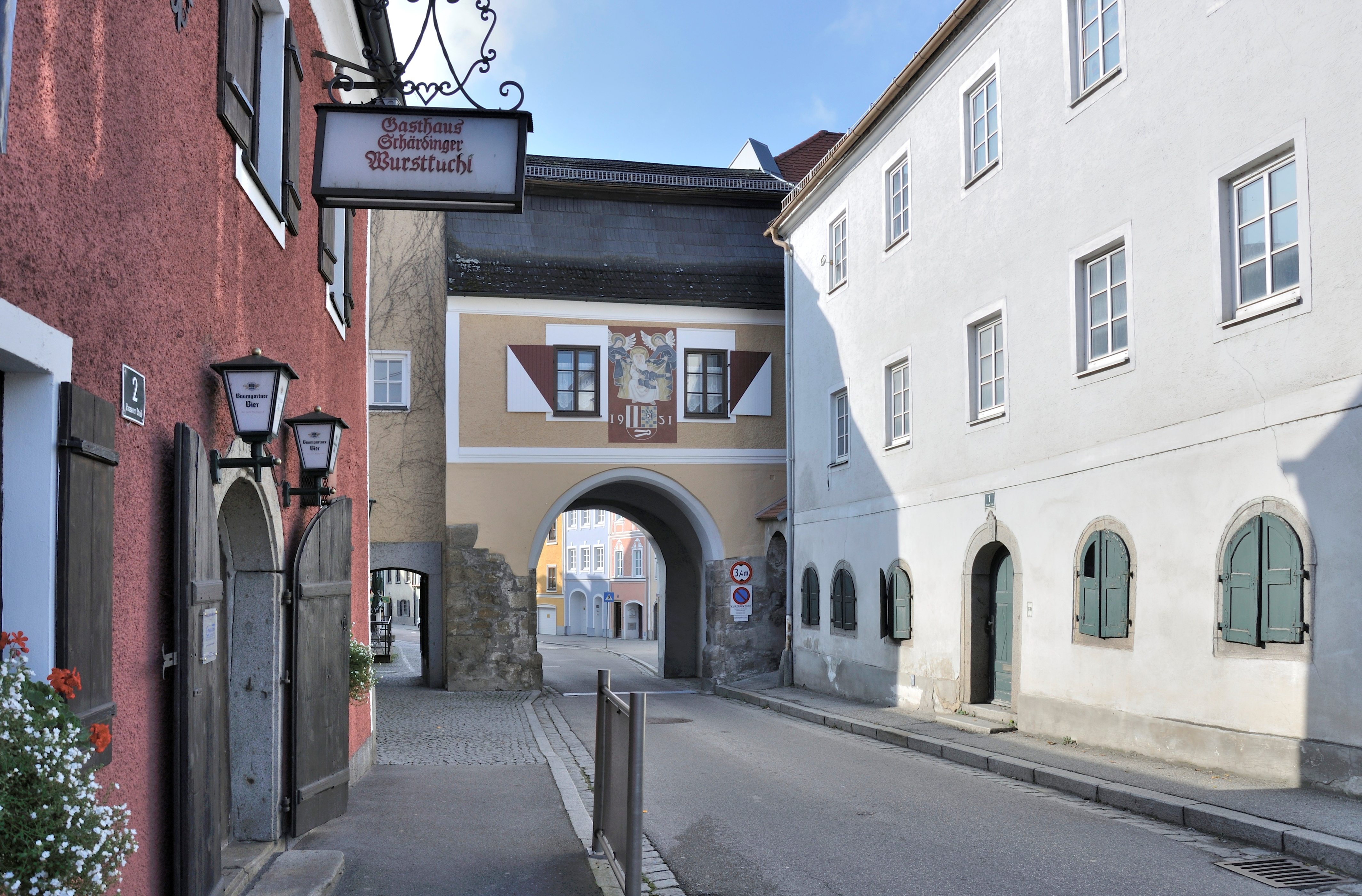
Fresko von Käthe Herrmann-Bernhofer aus 1951 (zerstört 2010)

- Dreiteiliges Altarbild der Jagabild-Jäger-Gedächtnisstätte im Sauwald am Haugstein (1961) und Hinterglasbilder des 1976 erneuerten Kreuzwegs zur Kapelle (1976)[2]
- Verglasung des 1958 von Karl Albert Wirthensohn entworfenen Treppenhauses im denkmalgeschützten ehemaligen Verwaltungsgebäude der Donau-Dampf-Schifffahrts-Gesellschaft in Regensburg
- Fresko mit Maria, flankiert von zwei Engeln (1951) auf dem Passauertor in Schärding (zerstört 2010)[3]

## Ausstellung
- Präsentation des Lebenswerkes von Käthe Herrmann-Bernhofer anlässlich des 80. Geburtstages von Johannes Schasching im Stift Engelszell[4]

## Publikationen
- Die Rettung der Bildstöcke von Seckau. Herbert Prader: Gedanken zur Arbeit von Käthe Herrmann-Bernhofer. In: Kleine Zeitung. 18. Februar 1972, S. 15, mit Abbildungen.